# Rúnar Rúnarsson
Rúnar Rúnarsson (ur. 20 stycznia 1977 w Reykjavíku) – islandzki reżyser, scenarzysta i producent filmowy.
Zwrócił na siebie uwagę już wczesnymi filmami krótkometrażowymi. Ostatnia farma (2004) była nominowana do Oscara za najlepszy krótkometrażowy film aktorski, a Dwa ptaszki (2008) uzyskały nominację do Europejskiej Nagrody Filmowej za najlepszy krótki metraż.
Jego pełnometrażowy debiut, Wulkan (2011), zaprezentowany został w sekcji "Quinzaine des Réalisateurs" na 64. MFF w Cannes. Był to dramat psychologiczny o starszym człowieku, który po latach milczenia stara się nawiązać więź ze swoimi dorosłymi dziećmi. Wróble (2015) zdobyły główną nagrodę Złotej Muszli na MFF w San Sebastián. Film opowiadał historię nastolatka z dużego miasta, który musi porzucić swój dotychczasowy styl życia i przeprowadzić się do ojca, mieszkającego w małej wiosce rybackiej.
Trzecia fabuła Rúnarssona, Echo (2019), przyniosła mu nagrodę za reżyserię na MFF w Valladolid. Na film złożyło się 56 scenek, przedstawiających zróżnicowany obraz Islandii w okresie bożonarodzeniowym.